# キャセロール

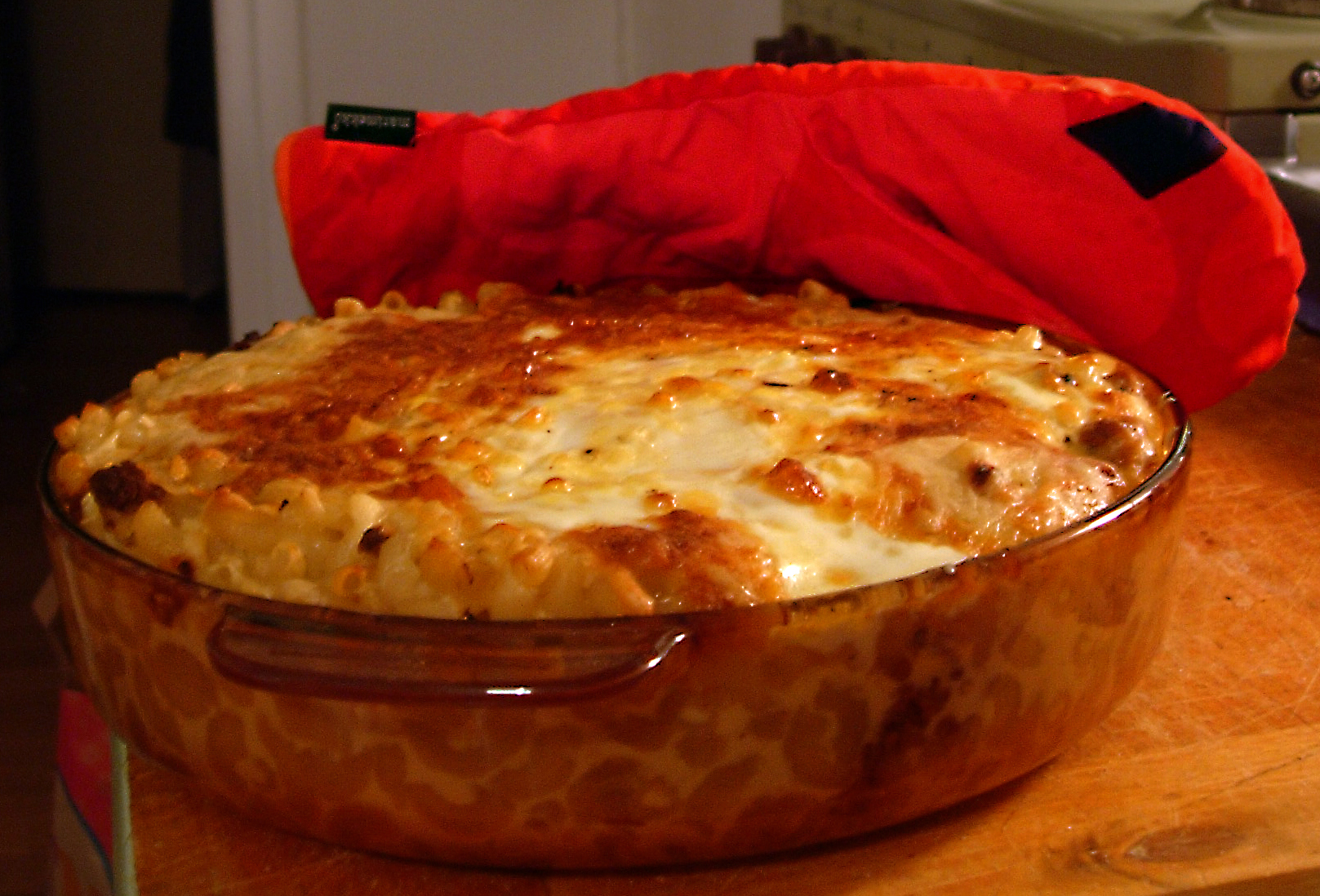
マカロニを使ったキャセロール料理

キャセロール（英語: casserole）は、蓋付きの蒸し焼き鍋のこと、およびその鍋を使用して調理する料理のこと。
以下、本項では識別のため鍋そのものを「キャセロール鍋」、料理のことを「キャセロール料理」と記す。

## 概要
キャセロール料理とは、北米の家庭料理の1種。野菜、肉、パスタ、米、チーズなどにソースを絡め、耐熱容器であるキャセロール鍋に入れてオーブンで焼いた料理である。
後述のように元々はフランスにおいてソースパン全般を現わす語であったが、キャセロール鍋は手頃な耐熱容器として20世紀初めにアメリカ合衆国に出回った。第一次世界大戦中に食糧不足となった際に冷蔵庫の残り物整理ができるキャセロール料理がフィットした。
1950年代にキャンベル社が自社製品のスープ缶詰を使用したキャセロール料理のレシピを公開し、キャンペーンを展開したことでアメリカの家庭料理としてキャセロール料理は広まった。

## キャセロール鍋

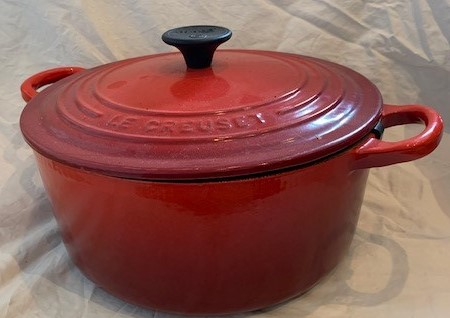
ル・クルーゼ製のキャセロール鍋

キャセロール鍋は、蓋付きの両手鍋であり、鍋のままオーブンに入れて加熱することができ、家庭ではオーブンから鍋を取り出してそのまま食卓に出すこともある。広義では日本の土鍋なども含まれるので、日本では「洋風鍋」と説明されることもある。また、オーブンでの加熱には対応しているが、直火は使えるものと使えないものとがある。

### 類似する鍋

#### ソースパン
「キャセロール」は元々「フランス語: casserole」からであるが、フランス語の「casserole」は「蓋付きの両手鍋」に限らず、ソースを作るソースパン全般を現わす語である。アルミ製や銅製で厚手の作りが特徴。オーブンへの出し入れも行える。蓋があれば蒸し煮にも使えるが、必須というわけでもない。またソースパンには片手鍋のものもあるが、オーブンに出し入れする関係上、木製の把手のものはあまりない。
また、フランス語における「casserole」の語源は古フランス語のcasseやcassetteに由来し、「大きな鉄製のスプーン」、「お玉杓子」の意である。

#### ココット

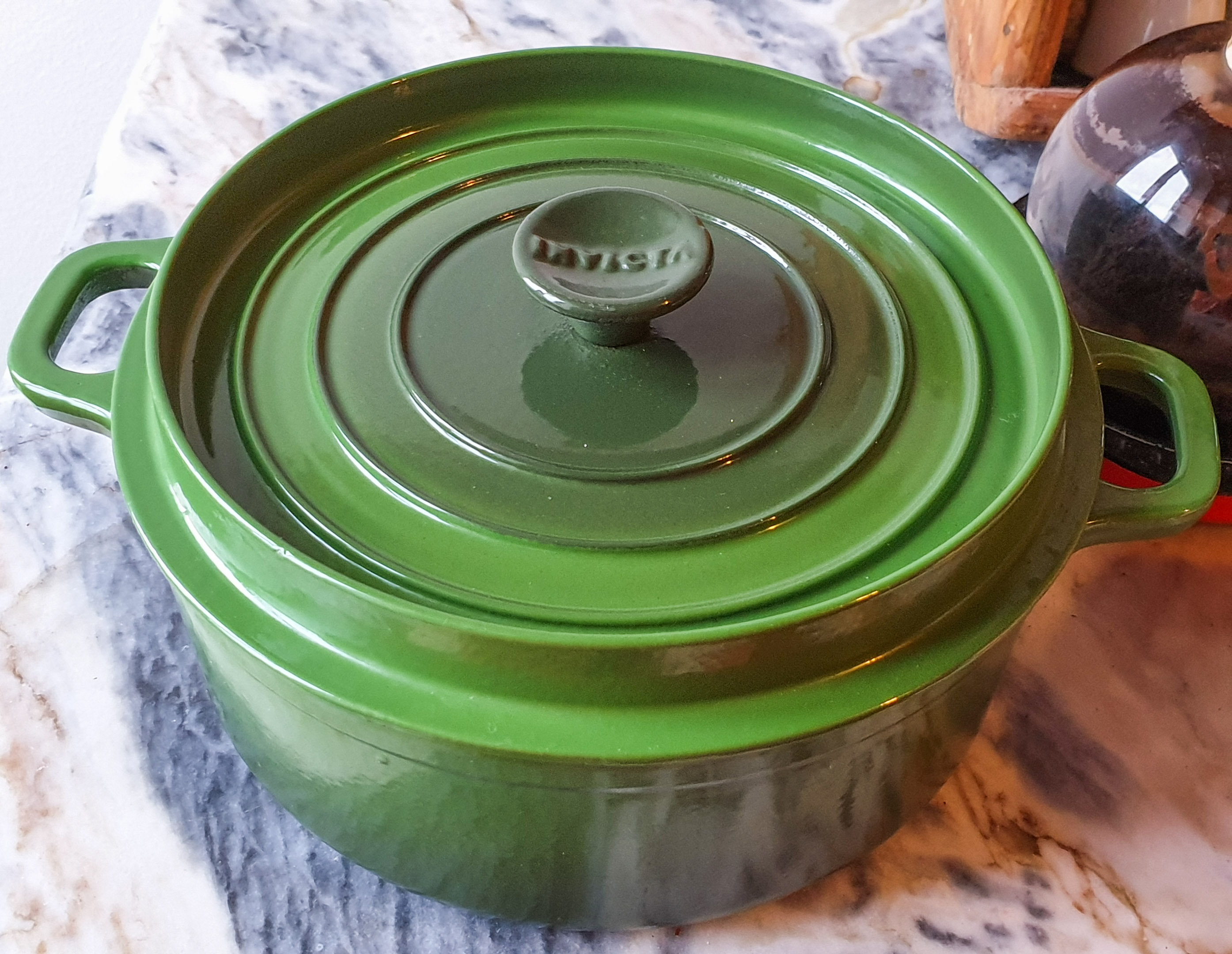
インヴィクタのココット（鍋）

ココット（フランス語: cocotte）もキャセロール鍋同様に厚手の蓋付き両手鍋で直火や鍋ごとオーブンに入れて料理に用いることができる。また、ココットを用いて調理された料理がココットと呼ばれるのも同様である。
キャセロール鍋とココットは同一視されることも多いが、深めのものをココット、浅めのものをキャセロール鍋と呼び分けることもある。

#### ダッチオーブン
ダッチオーブンもまた蓋付きの両手鍋であるが、ダッチオーブンは屋外での使用を想定されており、蓋に炭を乗せて上からも加熱できるように蓋は少し下がった位置にあり平らになっている。
また、キャセロール鍋やココットには金属製の鋳物の他に耐熱ガラス製や琺瑯加工された物もあるが、屋外使用が想定されているダッチオーブンには衝撃に弱いガラスや琺瑯は用いられない。

## キャセロール料理
キャセロール料理とは、野菜、肉、パスタ、米、チーズなどにソースを絡めてキャセロール鍋に入れてオーブンで加熱した料理。
家庭料理であり、地域の教会で炊き出しを行う際に周辺住民が各自で調理して持ち寄る際にも多用される料理である。
メインとなる料理からスイーツに至るまで幅広いキャセロール料理がある。

### 類似する料理

#### グラタン
グラタンも「耐熱容器に食材を入れ、オーブンで加熱する」料理という点ではキャセロール料理と同じであるが、グラタンは「食材の表面に焦げ目をつくる」ことを肝要とする。